# Női 3000 méteres rövidpályásgyorskorcsolya-váltó a 2010. évi téli olimpiai játékokon
A 2010. évi téli olimpiai játékokon a rövidpályás gyorskorcsolya női 3000 méteres váltó versenyszámának elődöntőit február 13-án, a döntőt február 24-én rendezték a Pacific Coliseumban. Az aranyérmet a kínai csapat nyerte meg, a döntőben világcsúcsot értek el. A döntőben a koreai csapat ért elsőként a célba, de később kizárták őket. A Darázs Rózsa, Heidum Bernadett, Huszár Erika, Keszler Andrea összeállítású magyar csapat az 5. helyen végzett.

## Rekordok
A versenyt megelőzően a következő rekordok voltak érvényben:
| Világrekord     | Kína (CHN)      | 4:07,179 | Salt Lake City, Amerikai Egyesült Államok | 2008. október 18. |
| Olimpiai rekord | Dél-Korea (KOR) | 4:12,793 | Salt Lake City, Amerikai Egyesült Államok | 2002. február 20. |

A versenyen az alábbi új rekordok születettek:
| Kína (CHN) | 4:08,797 | Vancouver, Kanada | 2010. február 13. | Olimpiai rekord |
| Kína (CHN) | 4:06,610 | Vancouver, Kanada | 2010. február 24. | Világrekord     |

## Eredmények
A két futamból az első két helyezett jutott az A-döntőbe, a harmadik és negyedikek a B-döntőbe kerültek. Az időeredmények másodpercben értendők. A rövidítések jelentése a következő:
| - QA: az A-döntőbe jutott - QB: a B-döntőbe jutott | - WR: világrekord - OR: olimpiai rekord |

### Elődöntők
| Helyezés | Csapat                                                                                      | Idő      | Mj       |          |
| 1. futam | 1. futam                                                                                    | 1. futam | 1. futam | 1. futam |
| -------- | ------------------------------------------------------------------------------------------- | -------- | -------- | -------- |
| 1.       | Dél-Korea (KOR) · Cso Heri · Kim Mindzsong · I Unbjol · Pak Szunghi                         | 4:10,753 | QA       |          |
| 2.       | Egyesült Államok (USA) · Kimberly Derrick · Alyson Dudek · Lana Gehring · Katherine Reutter | 4:15,376 | QA       |          |
| 3.       | Hollandia (NED) · Liesbeth Mau Asam · Jorien ter Mors · Annita van Doorn · Maaike Vos       | 4:16,520 | QB       |          |
| 4.       | Olaszország (ITA) · Arianna Fontana · Cecilia Maffei · Martina Valcepina · Katia Zini       | 4:23,950 | QB       |          |
| 2. futam |                                                                                             |          |          |          |
| 1.       | Kína (CHN) · Szun Lin-lin · Vang Meng · Csang Huj · Csou Jang                               | 4:08,797 | OR, QA   |          |
| 2.       | Kanada (CAN) · Jessica Gregg · Kalyna Roberge · Marianne St-Gelais · Tania Vicent           | 4:11,476 | QA       |          |
| 3.       | Japán (JPN) · Itó Ajuko · Ozava Mika · Szakai Jui · Szakurai Biba                           | 4:13,752 | QB       |          |
| 4.       | Magyarország (HUN) · Darázs Rózsa · Heidum Bernadett · Huszár Erika · Keszler Andrea        | 4:17,487 | QB       |          |

### B-döntő
| Helyezés | Csapat                                                                                | Idő      | Mj |
| -------- | ------------------------------------------------------------------------------------- | -------- | -- |
| 4.       | Hollandia (NED) · Sanne van Kerkhof · Jorien ter Mors · Annita van Doorn · Maaike Vos | 4:16,120 |    |
| 5.       | Magyarország (HUN) · Darázs Rózsa · Heidum Bernadett · Huszár Erika · Keszler Andrea  | 4:17,937 |    |
| 6.       | Olaszország (ITA) · Lucia Peretti · Cecilia Maffei · Martina Valcepina · Katia Zini   | 4:18,559 |    |
| 7.       | Japán (JPN) · Itó Ajuko · Szadakane Hiroko · Szakai Jui · Szakurai Biba               | 4:28,745 |    |

### A-döntő
| Helyezés | Csapat                                                                                   | Idő      | Mj |
| -------- | ---------------------------------------------------------------------------------------- | -------- | -- |
| Arany    | Kína (CHN) · Szun Lin-lin · Vang Meng · Csang Huj · Csou Jang                            | 4:06,610 | WR |
| Ezüst    | Kanada (CAN) · Jessica Gregg · Kalyna Roberge · Marianne St-Gelais · Tania Vicent        | 4:09,137 |    |
| Bronz    | Egyesült Államok (USA) · Allison Baver · Alyson Dudek · Lana Gehring · Katherine Reutter | 4:14,081 |    |
| –        | Dél-Korea (KOR) · Cso Heri · Kim Mindzsong · I Unbjol · Pak Szunghi                      | kizárták |    |